# Gall (chef lakota)
Pour les articles homonymes, voir Gall.
Gall (vers 1840-5 décembre 1894), appelé dans sa langue lakota Pizi (gall signifie « bile » en français), était un chef de guerre amérindien Hunkpapa, un des sept clans de la nation sioux qui prit part à la bataille de Little Bighorn.
Il naquit et mourut dans le Dakota du Sud aux États-Unis.

## Origines de son nom
Il fut affublé de ce surnom quand, orphelin et famélique, il ingurgita la vésicule biliaire d'un animal (du mot anglais gall qui désigne la bile). Avant cet événement, il était appelé « Bear Shedding His Hair » (ours qui perd ses poils).

## Biographie
Gall est né dans l'actuel Dakota du Sud près de la rivière Moreau. Il prit part à la guerre dirigée par Red Cloud de 1865 à 1868.
Après une période de paix, il devint chef de guerre sous les ordres de Sitting Bull. Il participe à ce titre à la bataille de Little Bighorn (25 juin 1876) où le général Custer et ses hommes furent anéantis. Il décide en 1881 de cesser la guerre contre les blancs.
Il devint à partir de 1889 fermier et juge officiant à la Cour des Affaires indiennes de la réserve de Standing Rock. Gall défendit à cette période l'assimilation dans la culture de l'homme blanc. Il s'oppose alors à Sitting Bull, impliqué dans le mouvement de Danse des esprits qu'il dénonce comme une imposture.
Il mourut dans le Dakota du Sud et l'épitaphe qui fut inscrite sur sa tombe faisait l'éloge de ses qualités d'honnête homme.